# Saint-Béron
Cet article possède un paronyme, voir Béron.
Saint-Béron est une commune française située dans le département de la Savoie, en région Auvergne-Rhône-Alpes.

## Géographie

### Situation et description
Commune située dans la basse vallée du Guiers à la sortie des gorges de Chailles, au pied des premiers reliefs jurassiens de la Savoie.
Son habitat dispersé occupe les collines entre la rivière Guiers et la falaise de la montagne de Saint-Franc.

### Communes limitrophes
|                                  | Domessin / La Bridoire |                |
| Saint-Albin-de-Vaulserre (Isère) | Saint-Béron            | Attignat-Oncin |
| Voissant (Isère)                 | Les Échelles           | Saint-Franc    |

### Hydrographie
Le territoire communal est bordé par le Guiers, un sous-affluent du Rhône d'une longueur de 50 km.

### Voies de communication
L'ancienne Route nationale 6 relie Lyon à Chambéry, puis à la frontière italienne, a été déclassée en route départementale 1006 (RD 1006) dans les départements français de l'Isère et de la Savoie. C'est cette route qui traverse le territoire communal selon un axe nord-ouest sud-est.

## Urbanisme

### Typologie
Au 1er janvier 2024, Saint-Béron est catégorisée bourg rural, selon la nouvelle grille communale de densité à sept niveaux définie par l'Insee en 2022.
Elle appartient à l'unité urbaine du Pont-de-Beauvoisin, une agglomération inter-départementale regroupant treize  communes, dont elle est une commune de la banlieue,,. Par ailleurs la commune fait partie de l'aire d'attraction de Chambéry, dont elle est une commune de la couronne,. Cette aire, qui regroupe 115 communes, est catégorisée dans les aires de 200 000 à moins de 700 000 habitants,.

### Occupation des sols
L'occupation des sols de la commune, telle qu'elle ressort de la base de données européenne d’occupation biophysique des sols Corine Land Cover (CLC), est marquée par l'importance des territoires agricoles (74,2 % en 2018), en diminution par rapport à 1990 (76,7 %). La répartition détaillée en 2018 est la suivante : 
zones agricoles hétérogènes (50 %), forêts (18,9 %), prairies (17,4 %), zones urbanisées (6,9 %), terres arables (6,8 %).
L'IGN met par ailleurs à disposition un outil en ligne permettant de comparer l’évolution dans le temps de l’occupation des sols de la commune (ou de territoires à des échelles différentes). Plusieurs époques sont accessibles sous forme de cartes ou photos aériennes : la carte de Cassini (XVIIIe siècle), la carte d'état-major (1820-1866) et la période actuelle (1950 à aujourd'hui).

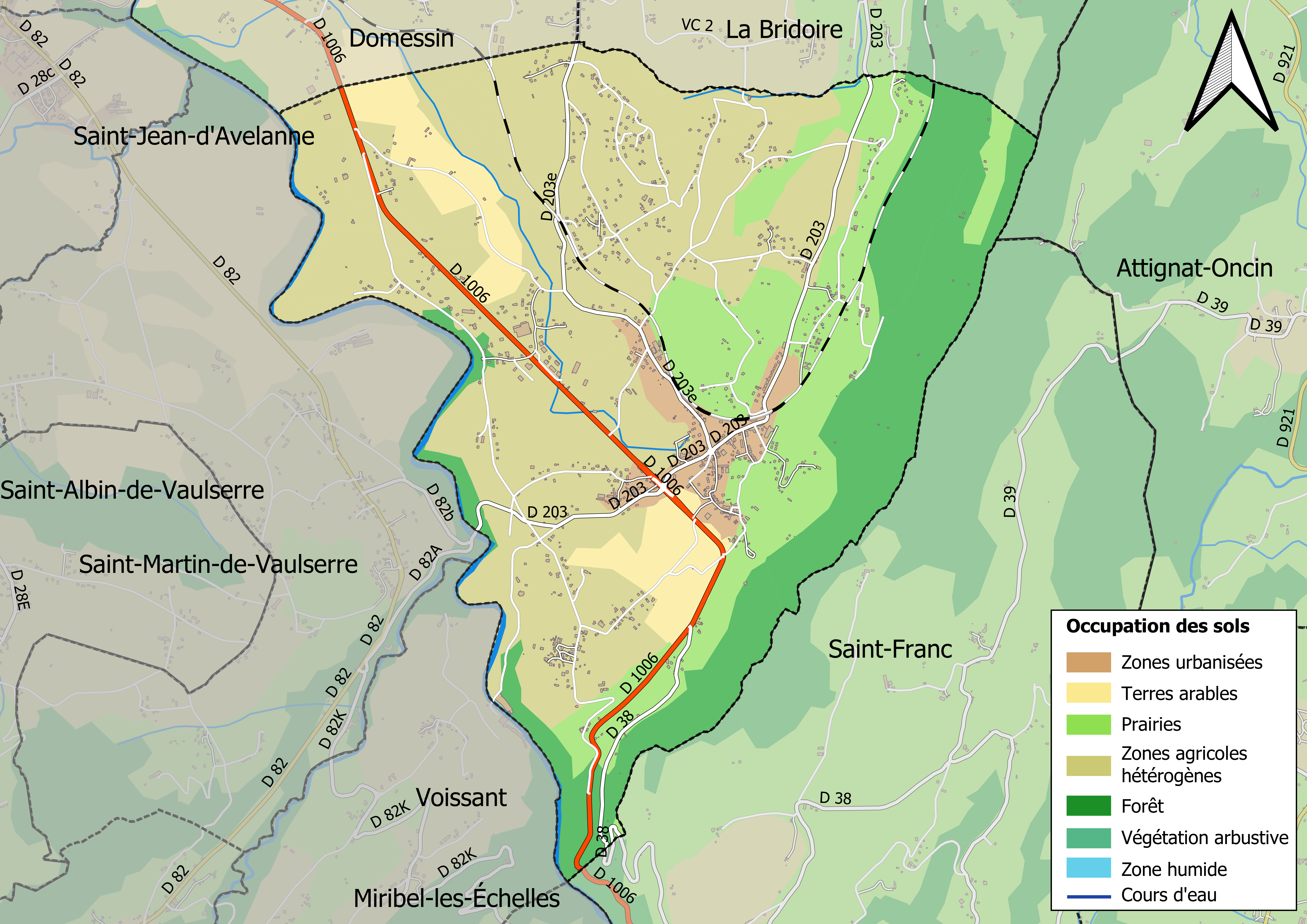
Carte des infrastructures et de l'occupation des sols en 2018 (CLC) de la commune.
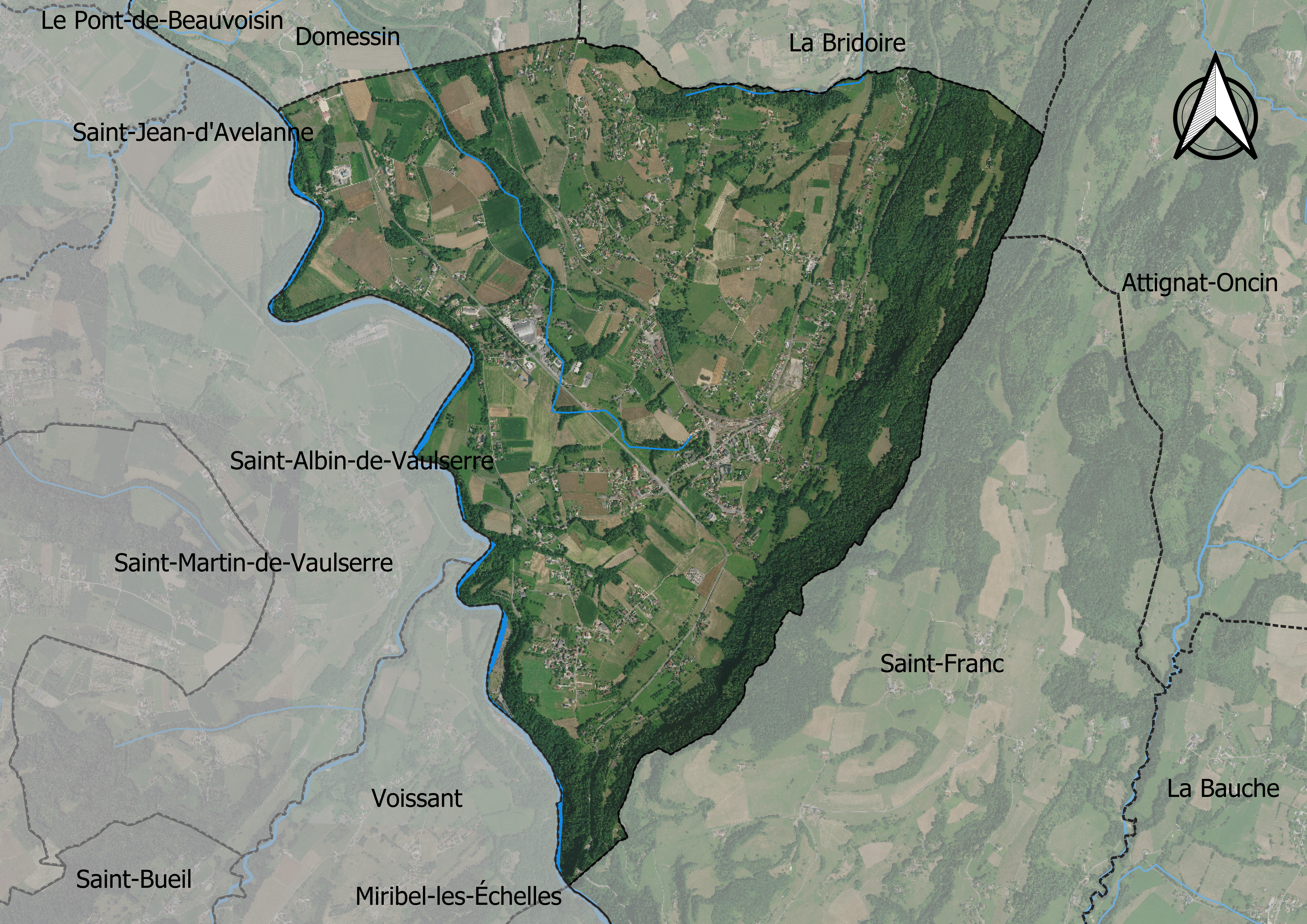
Carte orthophotogrammétrique de la commune.

## Toponymie
Les formes anciennes de Saint-Béron, que l'on trouve au cours des périodes médiévales à 1792, sont Eccelesia de Sancton Benigno (1142), Prioratus Sancti Benigni (1146-1160), Prioratus Sancti Beronis (1180), San Bugnerieum (1249), Saint-Bénigne (1497), San Beronum (1581), Saint Bron (1729), Saint Béron en Savoye (1731),. Le chanoine Gros indique que Béron est la forme populaire de Bégnine, dérivé du latin Benignus,. Il précise par ailleurs « on chercherait vainement le nom de ce saint dans les Bollandistes et autres ouvrages hagiographiques ».
Au cours de la période d'occupation du duché de Savoie par la France révolutionnaire, puis impériale, la commune est devenue Gorges de Chailles (1793), puis Rives du Guyer (1794).
En francoprovençal, le nom de la commune s'écrit San Beron, selon la graphie de Conflans.

## Histoire

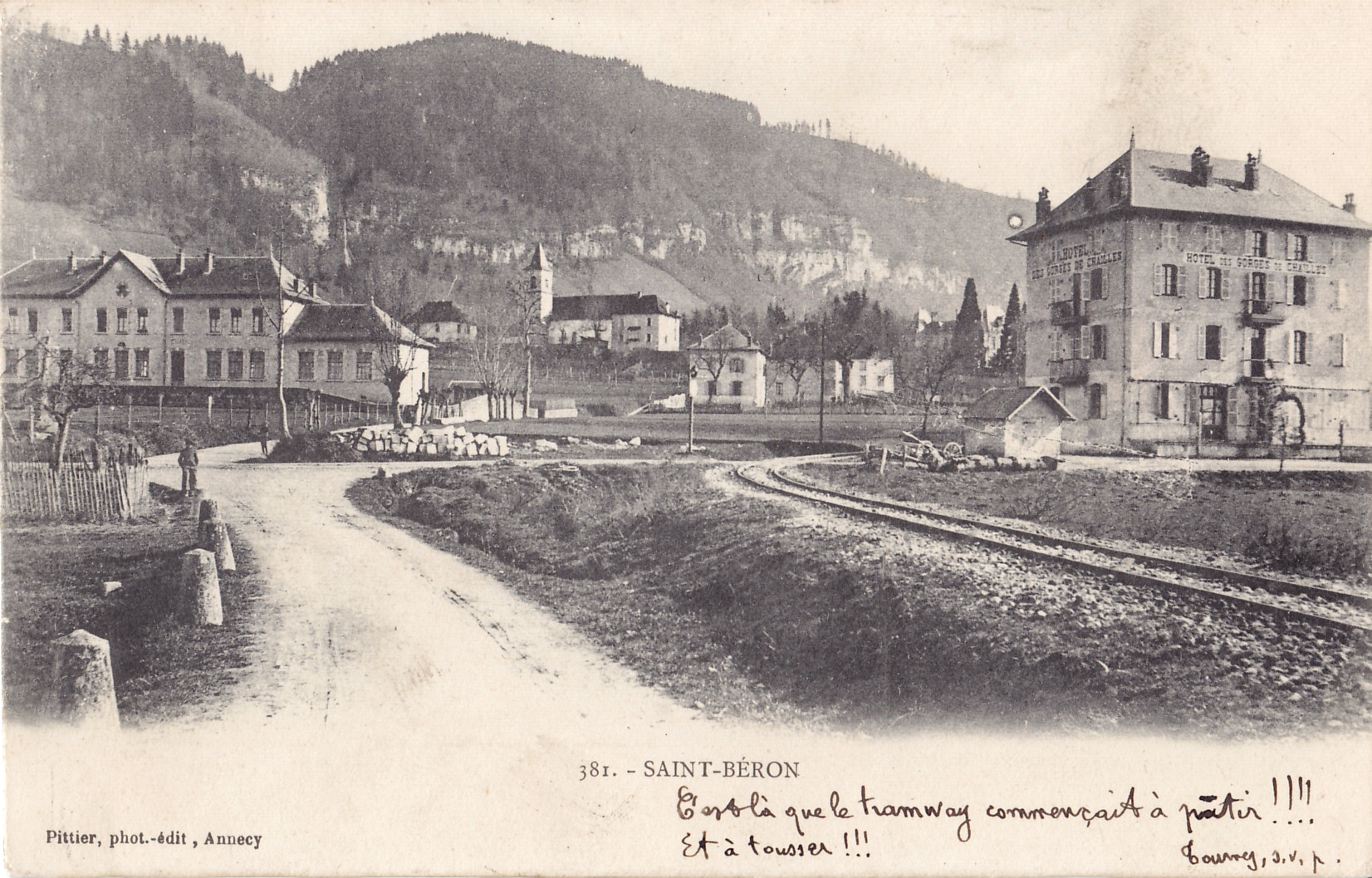
Vue générale du bourg vers 1900.
Au premier plan, la voie du chemin de fer de Voiron à Saint-Béron, un chemin de fer secondaire à voie métrique qui desservait la commune de 1895 à 1936.
Une autre voie métrique, celle du tramway de Pont-de-Beauvoisin, permettait de rejoindre cette commune à la même époque.

Au cours de la période d'occupation du duché de Savoie par les troupes révolutionnaires françaises, à la suite du rattachement de 1792, la commune appartient au canton de Pont-de-Beauvoisin, au sein du département du Mont-Blanc.

## Politique et administration

### Liste des maires
| Période                                  | Période   | Identité        | Étiquette                 | Qualité |
| ---------------------------------------- | --------- | --------------- | ------------------------- | --- |
| mars 1971                                | mars 2011 | Pierre Cruvieux | PCF puis DVG et enfin DVD | Conseiller général du canton de Pont-de-Beauvoisin (1979-2011) Démissionne de tous ses mandats en mars 2011 |
| mars 2011                                | en cours  | Alain Perrot    | DVD                       | |
| Les données manquantes sont à compléter. |           |                 |                           | |

## Population et société

### Démographie
Ses habitants sont appelés les Saint-Béronaises et les Saint-Béronais.

L'évolution du nombre d'habitants est connue à travers les recensements de la population effectués dans la commune depuis 1793. Pour les communes de moins de 10 000 habitants, une enquête de recensement portant sur toute la population est réalisée tous les cinq ans, les populations de référence des années intermédiaires étant quant à elles estimées par interpolation ou extrapolation. Pour la commune, le premier recensement exhaustif entrant dans le cadre du nouveau dispositif a été réalisé en 2004.

En 2022, la commune comptait 1 720 habitants, en évolution de +3,99 % par rapport à 2016 (Savoie : +3,63 %, France hors Mayotte : +2,11 %).
| 1793 | 1800 | 1806 | 1822  | 1838  | 1848  | 1858 | 1861 | 1866 |
| ---- | ---- | ---- | ----- | ----- | ----- | ---- | ---- | ---- |
| 807  | 845  | 771  | 1 002 | 1 151 | 1 097 | 942  | 903  | 886  |

| 1872 | 1876 | 1881  | 1886 | 1891 | 1896 | 1901 | 1906 | 1911 |
| ---- | ---- | ----- | ---- | ---- | ---- | ---- | ---- | ---- |
| 926  | 966  | 1 067 | 920  | 907  | 969  | 916  | 906  | 860  |

| 1921 | 1926  | 1931  | 1936  | 1946  | 1954  | 1962  | 1968  | 1975  |
| ---- | ----- | ----- | ----- | ----- | ----- | ----- | ----- | ----- |
| 957  | 1 161 | 1 115 | 1 126 | 1 082 | 1 153 | 1 167 | 1 176 | 1 060 |

| 1982  | 1990  | 1999  | 2004  | 2006  | 2009  | 2014  | 2019  | 2022  |
| ----- | ----- | ----- | ----- | ----- | ----- | ----- | ----- | ----- |
| 1 164 | 1 198 | 1 220 | 1 322 | 1 407 | 1 535 | 1 645 | 1 706 | 1 720 |

### Enseignement
La commune est rattachée à l'académie de Grenoble.

## Culture locale et patrimoine

### Lieux et monuments

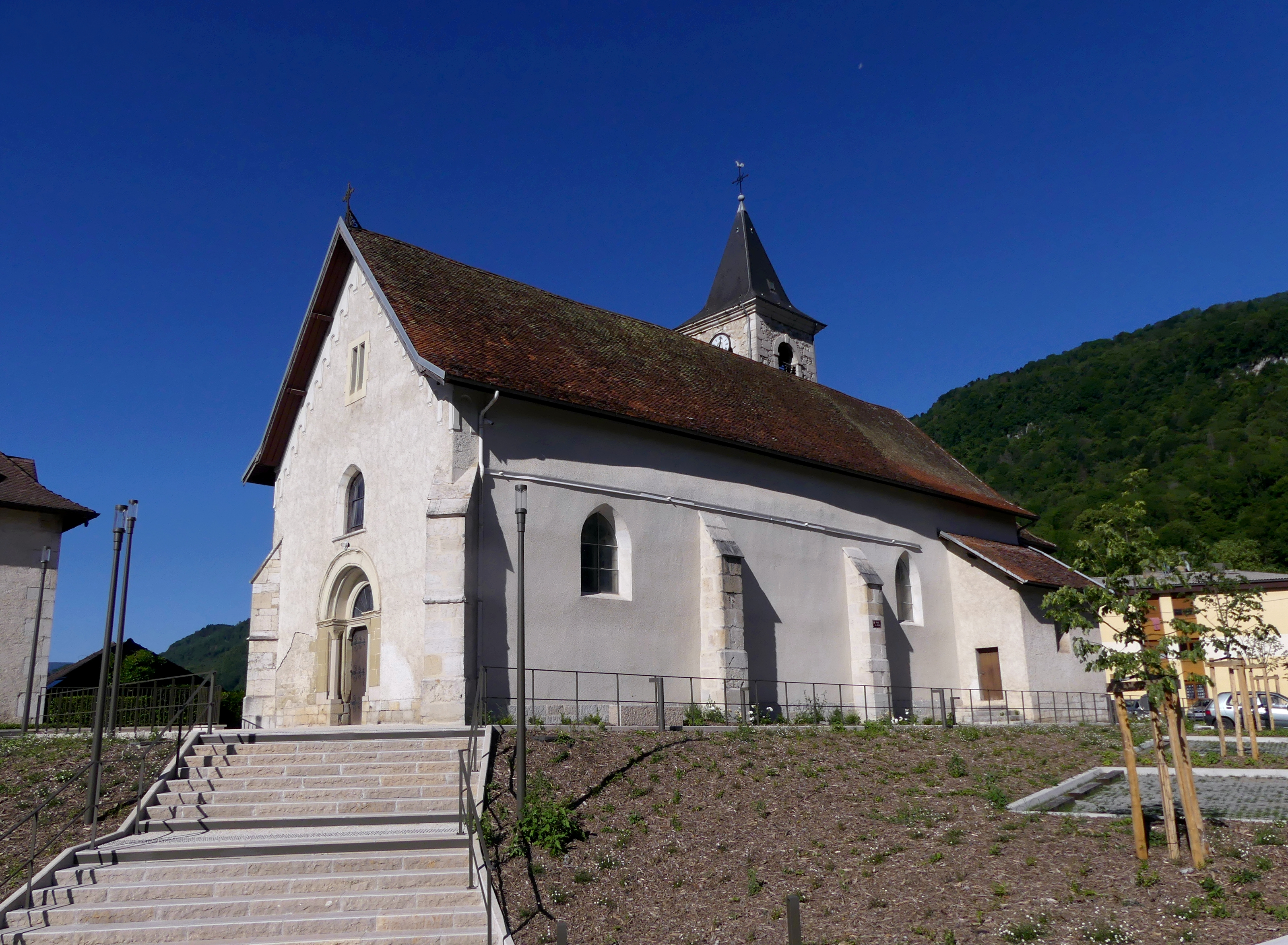
Église Sainte-Bénigne.

- Château de Vaux-Saint-Cyr, construit en 1866, avec ses façades et toitures, ainsi que les décors du hall d'entrée et du grand salon (IMH) ; vieux murs d'enceinte. (maître d’œuvre : Jomand)[17].
- Église Sainte-Bénigne, des XIIIe et XVIe siècles, dans un style gothique flamboyant.

### Personnalités liées à la commune
- Marie-Benoîte de Corbeau (1756-1794), native, noble et ex-religieuse de l'abbaye Saint-Pierre, condamnée à mort comme contre-révolutionnaire le 2 germinal an II, par la commission révolutionnaire de Lyon[18].